# Правителство на Казимир Ернрот
Правителството на Казимир Ернрот е петото правителство на Княжество България, назначено с Указ № 287 от 27 април 1881 г. на княз Александър I Батенберг, Управлява до 1 юли 1881 г., след което е наследено от първото правителство без министър-председател управлявано пряко от българския монарх.

## Политика
В образувание на 27 април 1881 г. кабинет, ръководен от ген. Казимир Ернрот, влизат привърженици на монарха. Целта на правителството е да подготви условията за отмяна на Търновската конституция и концентриране на цялата власт в ръцете на Александър I Батенберг. Страната е разделена на пет области, ръководени от извънредни („черезвичайни“) комисари.
На 11 май 1881 г. монархът обявява официално условията си, за да остане на трона: извънредни пълномощия за седем години и управление посредством укази; гласуваният през 1881 г. бюджет да бъде в сила и за 1882 г. и преди изтичането на седемте години Велико народно събрание да преразгледа конституцията въз основа на създадените учреждения и придобитият опит.
Непосредствено преди свикването на Великото народно събрание чрез княжески указ са организирани военни съдилища, които да се занимават с „престъпленията на органите на изпълнителната и полицейстката власт, имащи характер на възбуждение, на метеж и неподчинение на законно установените власти“.
Тежките присъди, предвиждани с Указа, парализират административната и полицейската власт, както и либералния печат. При тези условия правителството и монархът постигат пълно победа в изборите за ВНС през 1881 г. При откриване му в Свищов не са допуснати и малкото избрани либерали. Конституцията се отменя, исканията на княза са изпълнени, в страната е въведен т.нар. Режим на пълномощията. Идеята за отменяне на конституцията е одобрена от Запада и Русия. Нейните комисари в България се превръщат в проводници на княжеската политика. По-голямата част от българското население се обявява против преврата и отмяната на конституцията. Рязко спада популярността на княза, засилват се русофобските настроения. Непосредствено след като приключва работата на ВНС, правителството на ген. Казимир Ернрот подава оставка.

## Съставяне
Въпреки че основната политическа сила зад преврата е Консервативната партия, правителството на Ернрот включва в състава си представител на сваленото либерално правителство и безпартийни лица. Военното и вътрешното ведомство са съсредоточени (наред с министърпредседателския пост) в ръцете на руския генерал Казимир Ернрот.

### Кабинет
Сформира се от следните 4 нови министри и 1 от предишното правителство:
| министерство                      | име | име                   | партия               |
| --------------------------------- | --- | --------------------- | -------------------- |
| председател на Министерския съвет |     | Казимир Ернрот        | военен               |
| външни работи и изповедания       |     | Никола Стойчев        | Консервативна партия |
| вътрешни работи                   |     | Казимир Ернрот (упр.) | военен               |
| народно просвещение               |     | Михаил Сарафов        | Либерална партия     |
| финанси                           |     | Георги Желязкович     | Консервативна партия |
| правосъдие                        |     | Порфирий Стаматов     | безпартиен           |
| военен                            |     | Казимир Ернрот        | военен               |

### Промени в кабинета

#### от 29 април 1880
- Михаил Сарафов оглавява новосъздаденото Статистическо бюро при Министерство на финансите и е освободен от поста министър на народното просвещение.

| министерство        | име | име                      | партия     |
| ------------------- | --- | ------------------------ | ---------- |
| народно просвещение |     | Константин Иречек (упр.) | безпартиен |

## Събития
- 27 април 1880 – Княз Александър Батенберг сваля от власт Либералната партия и назначава кабинет, начело с Ернрот.[5]
- 14 и 21 юни 1881 – Избори за Велико народно събрание, съпроводени с насилие и фалшификации в много райони.[5]
- 1 юли 1881 – Свиканото в Свищов Второ велико народно събрание гласува пълномощията, искани от княза.[5]